# Lasioglossum pulchritarse
Lasioglossum pulchritarse là một loài Hymenoptera trong họ Halictidae. Loài này được Cockerell mô tả khoa học năm 1940.